# Anti (HYDEのアルバム)
『ANTI』（アンチ）は、日本のロックバンド・L'Arc〜en〜Ciel、VAMPSのボーカリストで、シンガーソングライターであるHYDEの4作目のアルバム。2019年5月3日に配信発売。フィジカルは2019年6月19日に発売。発売元はVirgin Music。

## 解説
ベストアルバム『HYDE』以来約10年3ヶ月ぶりとなるソロ単体名義のアルバム。スタジオ・アルバムとしては、前作『FAITH』以来約13年2ヶ月ぶりの4作目の作品となる。
本作には、2018年に発表されたシングル「WHO'S GONNA SAVE US」「AFTER LIGHT」「FAKE DIVINE」3作の表題曲と、2019年にアルバムに先行してリリースされたシングル「ZIPANG」「MAD QUALIA」2作の表題曲を含めた13曲が収められている。また、シングルのカップリングに収められていたデュラン・デュランのカバー「ORDINARY WORLD」に加え、「MIDNIGHT CELEBRATION II」のアルバムバージョンも収録されている。なお、本作のマスタリングは、グラミーエンジニアのクリス・アセンズが担当している。

### 背景
前作『FAITH』を発表した後、HYDEは2008年にK.A.Z（Oblivion Dust）と新たなロックユニット、VAMPSを結成した。そして2008年以降はL'Arc〜en〜Cielの活動と並行して、VAMPSの活動を日本国内外で展開するようになったため、ソロ単独名義の作品の発表は2009年のベストアルバム『HYDE』のリリース以降、全く行われなくなっていた。ただ、2017年12月をもってVAMPSの活動が休止したことに伴い、HYDEは約10年ぶりにソロ単独名義の作品リリースおよびライヴ活動を再開することを決断している。
HYDEは本作発売時に受けたインタビューの中で、久々にソロ活動を再開した経緯について「（VAMPSを）これ以上ただ続けていてもダメだな、と思ったんで、一旦「休止」という形にしたんですけど。ソロをやりたくてVAMPSを終えたわけじゃないんです。休止を決めてから、じゃあ、どうしよう、ソロでやるか、と」と述べている。また、HYDEは2018年に受けたインタビューで「VAMPSでやっていたことが僕にとっては最先端だったんで、ソロになったときにそのスタンスを崩して別のことをやるつもりはなかった」と語っており、VAMPSで目指していた音楽性から地続きで、オルタナティヴ・メタルなどの激しいロックサウンドを志向した楽曲を制作していくことを明かしていた。
今回のアルバムレコーディングには、2017年にVAMPSとして発表した4thアルバム『UNDERWORLD』を制作したときと同様に、アメリカの音楽プロデューサーを招いている。なお、HYDEは2016年に、VAMPSとしてアメリカの大手マネジメント、10th Street Entertainmentと契約を結び、音楽制作のメインを海外へ移していたが、今回のアルバムレコーディングでも引き続き同社と連携している。
さらに、HYDEはソロ活動を再開するにあたり、レコード会社をVAMPSで契約していたVirgin Music（ユニバーサルミュージック内のレーベル）に移している。また、世界最大のイベントプロモーターのひとつであるライヴ・ネイションともVAMPSの頃から引き続き提携している。余談だが、2018年以降はL'Arc〜en〜Cielとしてもライヴ制作面でライヴ・ネイションと連携している。

### 録音作業と音楽性
『ANTI』の録音作業は、日本とアメリカで行われている。本作のレコーディングでは、2017年にVAMPSとして発表した4thアルバム『UNDERWORLD』を制作していたときと同様に、アメリカの音楽プロデューサーを招聘している。アルバム『UNDERWORLD』の制作ではハワード・ベンソンやケイン・チャーコを招いていたが、今回はスリーピング・ウィズ・サイレンスやパパ・ローチなどのオルタナティヴ・メタルバンドやオール・タイム・ロウ、アヴィーチーの作品でプロデュース・ソングライティングを担当していたニコラス・ファーロンと、モーションレス・イン・ホワイトやアイ・プリヴェイルなどのハードコアバンドやリル・ピープの作品でプロデュース・ソングライティングを担当していたドリュー・フルク（a.k.a WZRD BLD）の2名が参加している。こういった背景もあり、オルタナティヴ・メタルやメタルコアに寄った楽曲がアルバムに収められることになった。
なお、今回のアルバムレコーディングでアメリカからプロデューサーを招いた背景には、2019年5月から同国でソロライヴツアー「HYDE LIVE 2019 US」を開催することや、同月にロックフェス「ウェルカム・トゥ・ロックヴィル」に出演する予定があったことがあげられる。HYDEは今回海外からプロデューサーを選定した経緯について「メロディーにもプロデューサーのフィルターを通すのは、アメリカ人が気持ち悪いと思う部分を取る作業だと思ってやってます」と述べている。また、HYDEは本作の制作を振り返り「レコーディングのやり方もホントに賢いんですよ、向こうのプロデューサーは。スネアにだけ1日掛けて録った音を"今年の音"って言って取っておく人もいます。それをもう差し替えていくだけ、とか。基本的にハウス・スタジオなんで、行ったときにはすでに機材もセッティングされてるんですよね。プロデューサーが一番いいと思う音が録る前にできてる。"この曲にはこのアンプで行きましょう"みたいなのがもう並んでるから、ボーカル、ギター、ベースにしても、音作りよりプレイに時間を掛けられる」と述懐している。
前作『FAITH』ではHYDEが作詞を担当し、作曲面はHYDEとK.A.Z（Oblivion Dust）が分担して行っていた。一方、本作では前述のニコラス・ファーロンやドリュー・フルクの他、コリン・ブリテン、Sho（MY FIRST STORY）、PABLO（Pay money To my Pain）、Ali（MONORAL）、hicoといった日本国内外のミュージシャンと共作を行っている。さらに今回のアルバムには、マット・ブランディベリー（フロム・アッシュズ・トゥ・ニュー）、YOSHIKI（X JAPAN）とのフィーチャリング楽曲も収録されている。なお、今回採り入れた基本的な楽曲制作のフローは、HYDEもしくは前記のミュージシャンがデモ音源を制作し、それに対しHYDEがメロディを付け替えたり、共同プロデューサーとリアレンジを進めていく流れで行われている。ちなみに今回コライトを増やしたのは、HYDE曰く、VAMPSとして2016年にリヒャルト・Z・クルスペ（ラムシュタイン）と楽曲「RISE OR DIE」を共作したときに、自分と異なる制作手法に触れ、今まで抱いていた固定観念が崩れたことが一つのきっかけだったという。
HYDEは今回のアルバム制作でコライトを大々的に取り入れたことにより、気づきが多かったと述べている。HYDEは本作発売当時に受けたインタビューの中で「むしろ、今がいちばん独創的なことをやろうとしてる。アーティストはそれをやらないといけないんだな、って気づいて。これまでは"曲が良ければいいじゃん別に"と思ってたんですけど、最近は"これは過去にやったことがあるからやめよう""聴いたことない、俺が歌ったことないメロディって何かなかったっけ？"って、新しく探すようになってきて。そういうのが詰まってます、このアルバムは」と自身の変化について述べている。また、HYDEはインターネットが発達したことによる楽曲制作の変化について「ネットが世界中に繋がってる状態なんで、世界はほんと隣にある、実はね。そういう音楽を作るにはいい環境にあると思うんですよ。マット（・ブランディベリー）とも、今の環境がなければたぶんできなかったと思うし」と語っている。
さらに本作では、HYDEが綴る歌詞にも変化がみられる。HYDEがソロ名義の活動で綴るリリックには、聴き手に疑問を投げかけるようなものが多く、前作『FAITH』では"宗教"や"信仰"をテーマとしていたが、今回は現代社会の矛盾や心の闇を表現したものが多くなっている。こういったリリックが増えてきた経緯について、HYDEは「基本的にはアメリカって常に怒っていないといけない、みたいなところがあって。例えばテイラー・スウィフトも曲だけ聴いたらかわいいけど、歌詞を読むとどれも怒ってる」と述べており、当時のアメリカにおけるメインカルチャーのアティテュードから影響されたものであることがうかがえる。また、HYDEは本作発売当時に受けたインタビューの中で「現代ならではの悩める部分というか、闇があると思うんです。人が精神的に悪魔を抱えている状態。（中略）ネットでしか闇を発散できない人が多い気がしていて。そこで今まで見えなかった部分が見えてしまったり、言わないでいいことを言ったり。そういう場面に遭遇すると、みんな心の中にモンスターを抱えてるんだなと感じる。僕はモラルを大切にしながら、どうやって自分の中の悪魔と共存していくのか……これが大事なことだと思います」と述べている。
このように今回のアルバムは、VAMPSでのアルバム制作から引き続き、海外のフィルターを通したうえで完成を迎えている。HYDEは今回のアルバム制作で海外の目線を入れた思惑について「海外で人気者になりたいとかそういうことだけではなく、そこを目指さないとやりがいがないというか。ただ日本で音楽を作ってCDを出してライブをして、それを繰り返すことにときめきを感じなくなっているのかもしれない」と述べている。なお、HYDEはVAMPSの後期、そして2018年にソロ名義での活動を再開して以降、日本国内外のバンドとの対バンライヴであったり、ロックフェスへの出演を増やしている。30年近いキャリアがありながら、ある種アウェーの場に敢えて飛び込むことにした経緯について、HYDEは「日本だとやっぱり僕は"ラルクのHYDE"っていう看板を背負ってるから、それだけでもう受け付けない人はいっぱいいると思うんですよ。（中略）アメリカはその先入観がないんです」「アウェーの場に出ることで、アーティストは磨かれると思ってる」と語っている。
さらにHYDEは、本作を発売した前後に受けたインタビューの中で、"残された時間"についても言及しており、「今のソロのようなバンドをそんなに長く続けるのは多分無理だと思ってて。基本的には海外での活動は赤字なんで、これを永遠に続けようとしても、スタッフも付いてこられないだろうし、期限を決めてやるしかない、と思ってるんです。（中略）まだ体が動くうちは攻めたいな、と。やっぱりロック・スターに憧れて音楽を始めたんで、自分の中で、まだ全然そこに到達してないんですよ。ずっと、憧れを持ったまま生きてるんですけど。まぁ、自分の人生でそこまで出来るのも…多分もうピークはもう超えてるだろうから、ここ数年で自分の理想像を築き上げておきたいなと思います」「死ぬ前に何をやるべきか。僕はもう、終活してるようなものだから」と語っている。なお、HYDEは本作発売当時に受けたインタビューの中で、激しいライヴとロックサウンドを追求する＜動＞の活動スタイルを終えた後は、1stソロアルバム『ROENTGEN』に代表されるような＜静＞のコンセプトに回帰していくことを示唆している。
余談だが、HYDEは日本人アーティストが海外でライヴ活動を積極的行うことについて「全員やらなくてもいい」としながらも、「もうちょっといくべきだと思いますけどね。そして、みんなでいけば、もうちょっと変わると思います。もっと面白いことになると思うし…でも、ONE OK ROCKとかが今それをやってて、このあとの世代は結構やってくれるんじゃないかなと思います、彼らの背中を見てね」と当時述べている。

### アルバムタイトル、アートワーク
アルバムタイトルは『反抗』を意図して付けられている。HYDEはタイトルを決めた経緯について「僕にとっての根源的なテーマでもあるんですよ。やっぱり、反抗することから創造が生まれる、っていう根本的なところがあって。従ってる、世の中のレールの上には、独創性はないんですよね。同じことを繰り返すだけで。そこで"あれっ？"って思った時から物事はスタートする。っていう意味でも、今回僕はリスタートを切る、という意味での『ANTI』です」「僕はもう、反抗期とか嫌いだったんですけど。"逆らうのとかやめようや、面倒くさいなあ"みたいな（笑）。でも、反抗って重要だなあと思いますね。そこがあって初めてインディペンデントできると思うんですよね。だから、自分にとってもスタートなんだなと思います」と述べている。
なお、このアルバムタイトルはジャケットのアートワークからイメージして名づけられている。本作のジャケットには林檎と蛇が描かれているが、これはキリスト教の教義の一つである"原罪（original sin）"を意図したものになっている。HYDEはジャケットのイメージについて「僕はもともとデザインを考えることが好きなんで、こういうジャケットのアイディアを作って、そこからアルバムタイトルを考えたんです。そもそもなぜ僕が原罪に基づいたデザインにしたかったかというと……ヘビっていうのがロックの始まりだと思っていて。つまり流されるように従うだけじゃなく、まず抗うこと。そこから創造が生まれると思うんです。“これは違うんじゃないか？”とか“なんでこうなってるんだろう？”とか。そういう“反抗”から新しいものや独創性が生まれたことがロックの始まりだと思っていて。僕自身も今が始まりなわけじゃないですか。その二つの始まりを掛けた『ANTI』なんです」「そのままエデンの園にいれば、神様のペット状態ですよね。ただ、そこで、"ん？それって違うんじゃねぇの？"みたいな、反抗をすることから創造物っていうのは生まれていくと思うんで。ちょうど僕も再スタートっていうのもありつつ、ちょっと反抗期になってみようかな、っていう。今さらながらの反抗期。（笑）」と述べている。

### リリース形態
2019年5月5日にアメリカで行われるロックフェス「ウェルカム・トゥ・ロックヴィル」への出演を皮切りに、全米でソロライヴツアー「HYDE US TOUR 2019」を開催するにあたり、同年5月3日にアルバム『anti』が全世界配信が開始された。なお、フィジカル発売に先駆けてアルバム全楽曲を配信するのは、自身のソロ単独名義作品では初のこととなった。
そして配信翌月となる2019年6月19日には、初回限定盤A (CD+BD) 、初回限定盤B (CD+2DVD)、初回限定盤C (CD+コンセプトブック)、通常盤 (CD)に、完全数量限定ボックスを加えた全5形態でフィジカルアルバム『ANTI』が発売された。初回限定盤Aには2018年、2019年にZepp Tokyoで行ったライヴ2公演の模様を収めたBlu-rayが、初回限定盤Bには各楽曲のミュージックビデオ及びリリックビデオを収めたDVDが、初回限定盤Cには撮り下ろし写真を掲載したコンセプトブックが付属している。また、完全数量ボックスには前述の3仕様の内容に加え、限定グッズが付属する仕様になっている。

## 評価

### 批評
- 音楽ライターの山口哲生は『Mikiki』のレビューにて、「フロム・アッシュズ・トゥ・ニューのマット・ブランディベリーをフィーチャーした"SICK"や、獰猛かつ重厚なグルーヴで攻め立てる"SET IN STONE"など、VAMPSで築き上げてきたダークな空気感のラウド・サウンドを軸にしながらも、より美麗さや気品を感じさせる仕上がり[18]」「USツアーに合わせて楽曲を先行配信してきただけあって、世界中のロック・リスナーを熱くさせんとする野心、意思、矜持に満ち溢れた一枚[18]」と評している。- Mikiki『HYDE『ANTI』 13年ぶり新作はダークなラウド・サウンドを軸に美麗さや気品も。世界中のロック・ファンを熱くさせる』（2019年6月27日）
- 音楽ライターの田中大は『ROCKIN'ON JAPAN』のレビューにて、「極上のラウドロックの塊となった最新アルバム[19]」「海外も視野に入れて制作されていることが、聴けば聴くほどよくわかる。そして、掲げられた『ANTI』というタイトルが示している反骨精神が、彼を突き動かしている大きな力であることも伝わってくる作品だ[19]」と評している。また、田中は「『ANTI』とは何かを完全否定する虚無的な態度ではなく、＜もっと可能性が広がるやり方があるはず＞と模索を繰り返すクリエイティブなファイティングポーズだ。このアルバムは、HYDEの本質にあるそういう姿勢を強烈な爆音に託して表現した1枚だと言えよう[19]」と綴っている。- ロッキング・オン『ROCKIN'ON JAPAN』（2019年7月号）

### チャート成績
- 配信開始初週となる2019年5月13日付のオリコン週間デジタルアルバムチャートとBillboard Japan Download Albumsにおいて、自身初の首位を獲得している。さらにiTunes[20]、レコチョク[21]、mora[22]といった主要音楽配信サイトの週間チャートにおいても首位を獲得している。
- フィジカル発売初週となる2019年7月1日付のオリコン週間アルバムチャートにおいて、週間3位を獲得している。また、Billboard JAPANチャートでは、「Hot Albums」で4位、CDアルバムセールスを示す「Top Albums Sales」で3位を獲得している。

## 収録曲
| #         | タイトル                                                   | 作詞                                                      | 作曲                                                      | 編曲                                     | 時間  |
| --------- | ---------------------------------------------------------- | --------------------------------------------------------- | --------------------------------------------------------- | ---------------------------------------- | ----- |
| 1.        | 「WHO'S GONNA SAVE US」                                    | HYDE, Nicholas Furlong                                    | HYDE, Nicholas Furlong                                    | Nicholas Furlong, Carlos K., Ali         | 3:09  |
| 2.        | 「MAD QUALIA」(12thシングル表題曲の全英語詞版)             | HYDE, Sho from MY FIRST STORY, Ali                        | HYDE, Sho from MY FIRST STORY, Ali                        | Sho from MY FIRST STORY                  | 3:28  |
| 3.        | 「SICK (feat. Matt B of From Ashes to New)」               | Colin Brittain, HYDE, hico, Ali                           | Colin Brittain, HYDE, hico, Ali                           | hico                                     | 3:17  |
| 4.        | 「ANOTHER MOMENT」                                         | WZRD BLD, HYDE                                            | WZRD BLD, HYDE                                            | WZRD BLD, HYDE                           | 3:13  |
| 5.        | 「FAKE DIVINE」                                            | Sho from MY FIRST STORY, HYDE, Drew Fulk                  | Sho from MY FIRST STORY, HYDE, Drew Fulk                  | Sho from MY FIRST STORY, HYDE, Drew Fulk | 4:00  |
| 6.        | 「AFTER LIGHT」                                            | PABLO, WZRD BLD, HYDE                                     | PABLO, WZRD BLD, HYDE                                     | PABLO, WZRD BLD, HYDE                    | 3:10  |
| 7.        | 「OUT」                                                    | Drew Fulk, HYDE                                           | Drew Fulk, HYDE                                           | Drew Fulk, HYDE                          | 3:23  |
| 8.        | 「ZIPANG (feat. YOSHIKI)」(11thシングル表題曲の全英語詞版) | HYDE, Nicholas Furlong                                    | HYDE, Nicholas Furlong                                    | Nicholas Furlong, hico, Ali              | 3:28  |
| 9.        | 「SET IN STONE」                                           | PABLO, HYDE, Drew Fulk                                    | PABLO, HYDE, Drew Fulk                                    | PABLO, Drew Fulk, HYDE                   | 3:10  |
| 10.       | 「LION」                                                   | Nicholas Furlong, HYDE                                    | Nicholas Furlong, HYDE                                    | Nicholas Furlong                         | 2:57  |
| 11.       | 「TWO FACE」                                               | Sho from MY FIRST STORY, HYDE, Drew Fulk                  | Sho from MY FIRST STORY, HYDE, Drew Fulk                  | Sho from MY FIRST STORY, Drew Fulk, HYDE | 3:01  |
| 12.       | 「MIDNIGHT CELEBRATION II anti mix」                       | HYDE, anis                                                | HYDE                                                      | nishi-ken                                | 3:35  |
| 13.       | 「ORDINARY WORLD」                                         | Warren Cuccurullo, Simon Le Bon, Nick Rhodes, John Taylor | Warren Cuccurullo, Simon Le Bon, Nick Rhodes, John Taylor | hico                                     | 4:45  |
| 合計時間: | 合計時間:                                                  | 合計時間:                                                 | 合計時間:                                                 | 合計時間:                                | 44:36 |

| #         | タイトル                                      | 作詞                                                      | 作曲                                                      | 編曲                                     | 時間  |
| --------- | --------------------------------------------- | --------------------------------------------------------- | --------------------------------------------------------- | ---------------------------------------- | ----- |
| 1.        | 「WHO'S GONNA SAVE US」                       | HYDE, Nicholas Furlong                                    | HYDE, Nicholas Furlong                                    | Nicholas Furlong, Carlos K., Ali         | 3:09  |
| 2.        | 「MAD QUALIA (Japanese Version)」             | HYDE, Sho from MY FIRST STORY, Ali                        | HYDE, Sho from MY FIRST STORY, Ali                        | Sho from MY FIRST STORY                  | 3:28  |
| 3.        | 「SICK (feat. Matt B of From Ashes to New)」  | Colin Brittain, HYDE, hico, Ali                           | Colin Brittain, HYDE, hico, Ali                           | hico                                     | 3:17  |
| 4.        | 「ANOTHER MOMENT」                            | WZRD BLD, HYDE                                            | WZRD BLD, HYDE                                            | WZRD BLD, HYDE                           | 3:13  |
| 5.        | 「FAKE DIVINE」                               | Sho from MY FIRST STORY, HYDE, Drew Fulk                  | Sho from MY FIRST STORY, HYDE, Drew Fulk                  | Sho from MY FIRST STORY, HYDE, Drew Fulk | 4:00  |
| 6.        | 「AFTER LIGHT」                               | PABLO, WZRD BLD, HYDE                                     | PABLO, WZRD BLD, HYDE                                     | PABLO, WZRD BLD, HYDE                    | 3:10  |
| 7.        | 「OUT」                                       | Drew Fulk, HYDE                                           | Drew Fulk, HYDE                                           | Drew Fulk, HYDE                          | 3:23  |
| 8.        | 「ZIPANG (feat. YOSHIKI) (Japanese Version)」 | HYDE, Nicholas Furlong                                    | HYDE, Nicholas Furlong                                    | Nicholas Furlong, hico, Ali              | 3:28  |
| 9.        | 「SET IN STONE」                              | PABLO, HYDE, Drew Fulk                                    | PABLO, HYDE, Drew Fulk                                    | PABLO, Drew Fulk, HYDE                   | 3:10  |
| 10.       | 「LION」                                      | Nicholas Furlong, HYDE                                    | Nicholas Furlong, HYDE                                    | Nicholas Furlong                         | 2:57  |
| 11.       | 「TWO FACE」                                  | Sho from MY FIRST STORY, HYDE, Drew Fulk                  | Sho from MY FIRST STORY, HYDE, Drew Fulk                  | Sho from MY FIRST STORY, Drew Fulk, HYDE | 3:01  |
| 12.       | 「MIDNIGHT CELEBRATION II anti mix」          | HYDE, anis                                                | HYDE                                                      | nishi-ken                                | 3:35  |
| 13.       | 「ORDINARY WORLD」                            | Warren Cuccurullo, Simon Le Bon, Nick Rhodes, John Taylor | Warren Cuccurullo, Simon Le Bon, Nick Rhodes, John Taylor | hico                                     | 4:45  |
| 合計時間: | 合計時間:                                     | 合計時間:                                                 | 合計時間:                                                 | 合計時間:                                | 44:36 |

## 楽曲解説
1. WHO'S GONNA SAVE US
  - 作詞・作曲: HYDE, Nicholas Furlong / 編曲: Nicholas Furlong, Carlos K., Ali

2018年6月に8thシングルの表題曲として発表された楽曲。
不穏なデジタルなイントロから始まり、サビに向けてヘヴィなサウンドへと変貌していく楽曲に仕上げられている。アルバムの序章を飾るのにふさわしいということから、本作の1曲目に配置されている[23]。
歌詞はタイトルにある通り、「法を守っていれば人を守れるのか？[10]」という疑問がテーマになっている。HYDEは歌詞のイメージについて「なんか『バットマン』みたいな感じ。法律じゃ人は守れないから、自分たちでやるしかないという。自分たちで生きていかなきゃいけないし、時代を作っていくしかない[24]」と述べている。
なお、この曲のミュージック・ビデオは、映画『シャイニング』をオマージュしたものとなっており[25]、人の心の中に宿るジキルとハイドの二面性（＝小説『ジキル博士とハイド氏』より）を演出した作品に仕上げられている[26]。
2. MAD QUALIA
  - 作詞・作曲: HYDE, Sho from MY FIRST STORY, Ali / 編曲: Sho from MY FIRST STORY

2019年3月に12thシングルの表題曲として発表された楽曲。
sho（MY FIRST STORY）がデモを手掛けたメロディアスでストレートなロックナンバー。ゲーム『DEVIL MAY CRY 5』への楽曲提供の話があったことをきっかけに、この曲が制作されている。なお、この曲は本作で唯一、海外のプロデューサーと共同制作していない楽曲となっている。
HYDEはこの曲の制作を振り返り「『デビル メイ クライ 5』のタイアップをめがけて作った曲です。ストックもいろいろあったけど、それに合うような曲がなかったんですよ。だから、締め切りまでにかっこいい曲を作ろうと思って、結構締め切り間際に頑張って作ったって感じですね[27]」「僕自身で曲を完成させることができなかったんで、今回はShoくん（MY FIRST STORY）が作ってくれた曲があって、そこにメロディをはめていった感じですね[27]」と述べている。また、HYDEは本作発売時に受けたインタビューの中で、この曲の印象について「日本人の感性としてはすごく盛り上がる曲ではある[28]」「新しいHYDEの核になる曲じゃないかなと思ってます[28]」と述べている。
この曲のリリックは「狂っているのが自分なのか、それとも自分以外なのか、答えのない（醒めない）悪夢に堕ちていく[29]」ことをテーマにしているという。ちなみにHYDEは、楽曲のタイトルを決めるにあたって「＜喧嘩している相手との分かりあえない感覚＞や＜この人が見ている"赤"と、僕が見ている"赤"は果たして同じ赤なんだろうか？＞っていうようなことをなんて言葉で言うんだろう」と考え[28]、その思いを表す言葉を調べて、Ali（MONORAL）に相談したうえで"QUALIA（=主観的経験）"というワードを使うことにしたという[28]。
3. SICK (feat. Matt B of From Ashes to New)
  - 作詞・作曲: Colin Brittain, HYDE, hico, Ali / 編曲: hico

アメリカのニュー・メタルバンド、フロム・アッシュズ・トゥ・ニューのマット・ブランディベリーを客演として迎えた楽曲。
この曲は、コリン・ブリテンが制作したデモ音源をもとに、HYDEの意向によりhicoがサビをリアレンジしている[28]。なお、HYDEはデモ音源を聴いた際に「どうしてもこの曲をアルバムに入れたい」と思っていたという[28]。
また、HYDEは制作を進めていくうちに「メガホンでしゃべるような、スピーチみたいなのを入れたい[7]」と思い、マット・ブランディベリーに声をかけたという[7]。ちなみにHYDEは、ロックユニット、VAMPSで活動していた2015年にマットが在籍するフロム・アッシュズ・トゥ・ニューとアメリカ・ニューヨークで行ったライヴ「VAMPS LIVE 2015 NY」で共演経験があった[7]。なお、HYDEは「アメリカのロックフェスへ出演したときに観客と一緒に盛り上がりたい曲」としてこの曲をあげている[12]。
4. ANOTHER MOMENT
  - 作詞・作曲: WZRD BLD, HYDE / 編曲: WZRD BLD, HYDE

オーディエンスとのコール・アンド・レスポンスを意識したフレーズが盛り込まれたロックナンバー。ドリュー・フルク（a.k.a WZRD BLD）のスタジオで作業をしていたときに時間が余ったため[28]、HYDEが「何か作れない？」と何気なく提案したことがきっかけで生まれた楽曲となっている[28]。HYDEはこの曲の制作を振り返り「（ドリューにリクエストしたものは）ほぼ何もない[28]」「ドリューの頑張りでできた曲ですね[28]」と述べている。
なお、この曲は東海テレビ制作・フジテレビ系ドラマ『仮面同窓会』の主題歌に使用されている。ちなみに、HYDEがソロ名義で発表した楽曲にドラマ主題歌のタイアップが付いたのは、これが初となる。また、HYDEはドラマへ楽曲を提供することが発表された際に「ここじゃないまた別の瞬間にどこかで出会えるといいなという曲の世界観とドラマの雰囲気が合っていると思っています[30]」とコメントを寄せている。余談だが、前記のドラマのエンディングに向けて、HYDEと同ドラマの主演俳優である溝端淳平と瀧本美織の3人が共演したスペシャルコラボレーション映像が制作されている[31]。
なお、本作のフィジカル発売後にプロモーションの一環で出演したNHK系音楽番組『SONGS』では、ソロライヴツアー「HYDE US TOUR 2019」のアメリカ・カンザスシティとロサンゼルス公演に密着した模様に加え、アルバムの中からこの曲と「ZIPANG」をスタジオで披露した模様が放送されている[32]。
5. FAKE DIVINE
  - 作詞・作曲: Sho from MY FIRST STORY, HYDE, Drew Fulk / 編曲: Sho from MY FIRST STORY, HYDE, Drew Fulk

2018年10月に10thシングルの表題曲として発表された楽曲。
激しいビートとダークかつ切ないメロディが印象的なナンバーで、ハロウィンをイメージし制作された楽曲となっている[33]。ちなみにこの曲は制作当初、ヒップ・ホップのようなアレンジにする案もあったという[28]。
HYDEはこの曲の制作を振り返り「この曲は、"この部分がいいから、ここをラップにした方がいいよ"みたいなアイディアがあって、もう是非やりたいなぁと思ったけど。でもなかなか…僕としてはライヴで盛り上がる曲を最優先で今探さないと、ツアーが始まる直前だったんで。なんとかアレンジだけでも済ませて、ライヴで使える曲にしたいという状態だったからね。"ラップはいつでもできる、とりあえずこの曲は完成させたい"と最終的にはなって[28]」「shoくん（MY FIRST STORY）が作ってきた曲をね、ドリューがメロディをまたいじったり、構成を変えたりして完成させてくれた曲。この曲も何かすごい作り込まれたような曲で、shoくんらしくて。最初のツアーでもいつもオープニングでやってたぐらい。いい曲だと思います[28]」と述懐している。また、この曲のミックス作業には、2ndアルバム『666』やVAMPSのアルバム制作にも携わっていたジョシュ・ウィルバーが参加している。
なお、この曲のミュージック・ビデオは、小説『不思議の国のアリス』をモチーフにした内容で仕上げられている[34]。
6. AFTER LIGHT
  - 作詞・作曲: PABLO, WZRD BLD, HYDE / 編曲: PABLO, WZRD BLD, HYDE

2018年6月に9thシングルの表題曲として発表された楽曲。
ライヴでの盛り上がりを意識し、アルバムレコーディングの序盤に制作されたロックナンバーとなっている。なお、この曲の制作は、PABLO（Pay money To my Pain）が作ったデモ音源をもとに、HYDEとドリュー・フルク（a.k.a WZRD BLD）がディスカッションしながら進められている[7]。HYDEは、この曲の制作を振り返り「ライヴで盛り上がる曲みたいな感じで注文して、PABLO（Pay money To my Pain）が作ってきてくれた曲で。PABLOもPABLOで僕を見てて、"こういう曲やりたいんじゃないかな"って思って作ってくれた。で、"あ、すごいカッコいい曲が来た！"と思って。PABLOもメロディをのせてくれたんだけど、僕なりにちょっと色々考えてみて、"もうちょっといけねぇかなぁ"と思って。そういうことも含めて、最終的にはドリューに渡して。ドリューもまたメロを修正していった。だから、みんなで曲を作ったって感じかな[28]」と述べている。
なお、この曲のミュージック・ビデオは、漫画・アニメ『AKIRA』の中で描かれた"NEO TOKYO"をモチーフにした舞台で撮影されており[35]、悪が蔓延る世界の中で光を探し彷徨い藻掻く様を描いた内容になっている[36]。ちなみにHYDEが2019年6月22日より開催した、ライヴツアー「HYDE LIVE 2019」では、漫画・アニメ『AKIRA』と映画『ブレードランナー』の世界観を混合した架空都市"NEO TOKYO"がステージセットとして組まれている[37]。なお、両作品とも1980年代の作品だが、物語の舞台が2019年であることから、HYDEがこのツアーのステージ演出に採り入れたという背景がある[37]。
7. OUT
  - 作詞・作曲: Drew Fulk, HYDE / 編曲: Drew Fulk, HYDE

ダークかつヘヴィな緩急のついたロックナンバー。ドリュー・フルク（a.k.a WZRD BLD）が制作したデモ音源を聴いたHYDEは「この曲こそ、アップテンポでない場合は、僕のジャンルとしては案外ストライクなんじゃないかな[28]」「サビはすごいアッパーなんだけど、普段はダークめなミドルで歌える感じが重要だなと[28]」と感じたといい、「この曲を是非やらせてほしい[28]」と同氏に話をしたという。ただ、ドリューがパラデータを紛失してしまい、家などを探したものの見つからなかったため、一からドリューと作り直して完成を迎えている[28]。
なお、この曲のリリック・ビデオはアルバム発売前の2019年5月1日に、公式YouTubeアーティストチャンネルにて公開されている。この映像はGIF動画プラットフォーム「GIFMAGAZINE」に在籍するセルビア・ベオグラード出身のGIFアーティスト、Sholimが制作している[38]。
8. ZIPANG (feat. YOSHIKI)
  - 作詞・作曲: HYDE, Nicholas Furlong / 編曲: Nicholas Furlong, hico, Ali

2019年2月に11thシングルの表題曲として発表された楽曲。
古き良き日本をイメージして制作されたバラードソングで、YOSHIKI（X JAPAN）がピアノで参加した楽曲となっている。HYDE曰く、この曲はアルバムの中盤で緩急をつけるために制作されたという。HYDEはこの曲を制作することにした経緯について「ずっとアッパーな曲ばかりだとつまらないので、谷間を必ず1つは作るんですけど、どうせ体が止まるんだったら、外国人に日本のメロディというものを見せてやろう、と思って[39]」と述べている。
また、この曲の歌詞には古語が取り入れられているが、HYDEはその経緯について「日本人であるアイデンティティを上手く出せたらいいなと思って作ったんですよね。日本の旋律に、日本というものを表す歌詞を載せて[39]」と述べている。余談だが、この曲の仮タイトルは、HYDEが京都に訪れたときに楽曲の着想を得たことから、「KYOTO」と名付けられていた。
なお、この曲のミュージック・ビデオは、世界遺産に登録されている京都の東寺で撮影が行われており、HYDEは月光菩薩や日光菩薩などの菩薩が憑依したイメージの衣装や冠を身に着けている。また、映像撮影には、楽曲制作に参加したYOSHIKIがゲスト出演している。
9. SET IN STONE
  - 作詞・作曲: PABLO, HYDE, Drew Fulk / 編曲: PABLO, Drew Fulk, HYDE

ホラーテイストやゴシックな雰囲気を纏ったヘヴィ・ロック。この曲はPABLO（Pay money To my Pain）が制作したデモをもとに、HYDEとドリュー・フルク（a.k.a WZRD BLD）がディスカッションしながら制作が行われている[7]。
この曲の歌詞は、銃社会のアメリカへの思いが綴られている[8]。HYDEは2016年ごろから日本だけでなくアメリカ・ロサンゼルスにも拠点を置いて楽曲制作を行っているが、この曲のリリックと銃社会であるアメリカの印象について「日本人だからこそ、アメリカの違和感？…を感じられるんじゃないかなと思う。もともとそこに住んでる人からすると、悩みの種ではあるだろうけど[28]」「きっと一概にね、片づけられない問題はもちろんあるんでしょうけど。僕ら、（銃が）無い国で育っている者からすると疑問…おかしな話だなと思いますね[28]」と述べている。なお、この曲のリリックはほぼ英語詞で綴られているが、＜正当化された銃の所持 銃口は国民に向けられる＞の一節だけあえて日本語詞で書かれている。HYDE曰く、これはフックとして日本語にしたという[4]。
なお、この曲のリリック・ビデオはアルバム発売前の2019年4月24日に、公式YouTubeアーティストチャンネルにて公開されている。この映像はブラジルのプロダクションチームが制作しており、蝶がシンボリックに描かれたシリアスな雰囲気の作品となっている[40]。
10. LION
  - 作詞・作曲: Nicholas Furlong, HYDE / 編曲: Nicholas Furlong

コミカルさも含んだ軽快なロックナンバー。本作に収録された楽曲は、共作曲者が制作したデモ音源のメロディの一部をHYDEの手で作り直したものが多いが、この曲に関してはニコラス・ファーロンが作ったメロディをほぼそのまま採用しているという[41]。
HYDEはこの曲の印象について「これは俺には思いつかないなっていう展開だったね[28]」「僕的には"もうちょっとこうした方がいいんじゃない？"みたいなのがあったんだけど、確かにアメリカのメイン・ストリームにあるロックはこの雰囲気だなと。ラジオで流れてるような曲だなと思って、ちょっとやってみようかなって思った[41][7]」と述べている。また、HYDEはこの曲の制作を振り返り「ウチのマネージャーがこの曲大好きで、メロディーを変えることが許されなかったという（笑）[41]」と述懐している。
11. TWO FACE
  - 作詞・作曲: Sho from MY FIRST STORY, HYDE, Drew Fulk / 編曲: Sho from MY FIRST STORY, Drew Fulk, HYDE

細かいリフのギターサウンドが印象的なロックナンバー。この曲はsho（MY FIRST STORY）が制作したデモをもとに、HYDEとドリュー・フルク（a.k.a WZRD BLD）がディスカッションしながら制作が行われている。
HYDEはデモを聴いた印象について「ギタリストじゃないと作れないんじゃないかなって、このリフの細かさだったり、そういうのを感じた[28]」と述べている。
なお、この曲のリリック・ビデオは2019年5月30日に、公式YouTubeアーティストチャンネルにて公開されている。この映像の制作では「OUT」のリリック・ビデオと同様に、GIF動画プラットフォーム「GIFMAGAZINE」とコラボしており、台湾出身のモーショングラフィックデザイナー兼アニメーター、Min Liuがクリエイターとして参加している[38]。
12. MIDNIGHT CELEBRATION II anti mix
  - 作詞: HYDE, anis / 作曲: HYDE / 編曲: nishi-ken

2018年6月に8thシングル収録のカップリングとして発表された楽曲のアルバムバージョンで、2003年に発表した2ndソロアルバム『666』に収録された楽曲「MIDNIGHT CELEBRATION」のリアレンジバージョンとなっている。
この曲は前記のアルバムに初収録されて以降、2008年にHYDEが結成したロックユニット、VAMPSのライヴでも披露されており、発表から約15年にわたり高い頻度でライヴのセットリストに組みこまれていた。HYDEはこういった背景を踏まえ、「新しく録音して皆に覚えてもらいたい[28]」という思いから、今回リアレンジバージョンがアルバムに収められることとなった。
なお、このバージョンではPABLO（Pay money To my Pain）がコード進行を一部変更したうえで、nishi-kenがリアレンジを施している。ちなみにHYDE曰く、この曲を含むアルバムの最後2曲は「ボーナストラック」という意図で収録したという[28]。
13. ORDINARY WORLD
  - 作詞・作曲: Warren Cuccurullo, Simon Le Bon, Nick Rhodes, John Taylor / 編曲: hico

2019年2月に11thシングルのカップリングとして発表された楽曲で、HYDEが学生時代に愛聴していたイギリスのロックバンド、デュラン・デュランが1993年にリリースした楽曲「オーディナリー・ワールド」のカバーとなっている。
HYDE曰く、カバー音源を制作することになったのは、アメリカのマネジメントからの「何かカヴァーでバラードをやらない？[4]」という提案がきっかけだったという[4]。ちなみに、2015年にヘヴィメタル・バンドのディスターブドがカバーした「サウンド・オブ・サイレンス」（サイモン&ガーファンクルの楽曲）がアメリカでヒットしており[4]、「ハードロックアーティストがバラードをカバーするブーム」が一時期トレンドになっていたことがあった[4]。こういったブームからの影響が今回のカバー制作の背景にあったことをHYDEは示唆している[4]。なお、このカバーではhicoが編曲作業を行っている。
今回デュラン・デュランの楽曲「オーディナリー・ワールド」をカバーすることにした理由について、HYDEは「学生時代本当にデュラン・デュランを聴いて育ったというかね。真似して白いジャケットを着たりしてたぐらいなんですけど。そういったニューロマンティックも聴いてきて…でもどんどんハードロックに目覚めていって。そんな時期にこの曲がラジオで流れてて。"ああ、デュラン・デュランってこんな曲もやるんだ"って思った曲なんだけど、ちょっと驚いたな、なんか。デュラン・デュランのこれまでの雰囲気とはちょっと違うし、すごいいいバラードだなと思って[28]」「歌詞の雰囲気もちょうど自分に合ってるかもなぁ、と。一旦区切りを付けて、もう1回再スタートする感じが、ちょうどいいなと思えて[4]」と述べている。
なお、2020年7月19日には、この曲のアカペラバージョン「ORDINARY WORLD (A Cappella version)」が公式YouTubeアーティストチャンネルにて公開されている。

## 初回限定盤,完全数量限定ボックス付属Blu-ray／DVD

### 初回限定盤A、完全数量限定ボックス付属Blu-ray
「HYDE LIVE 2018 -BEAUTY AND THE BEAST-」（2018年9月8日, Zepp Tokyo）と、「Zepp Tokyo 20th Anniversary HYDE LIVE 2019」（2019年3月24日, Zepp Tokyo）の2公演から厳選したライヴ映像を収録
1. FAKE DIVINE
2. AFTER LIGHT
3. OUT
4. SET IN STONE
5. ZIPANG (feat. YOSHIKI)
6. WHO'S GONNA SAVE US
7. ORDINARY WORLD
8. ANOTHER MOMENT
9. TWO FACE
10. MIDNIGHT CELEBRATION II
11. LION
12. MAD QUALIA (Japanese Version)
13. SICK (feat. Matt B of From Ashes to New)

### 初回限定盤B、完全数量限定ボックス付属DVD

#### Disc 1 (Music Video)
1. WHO'S GONNA SAVE US -Music Video- 
Directed by 荒船泰廣
Produced by HYDE, 小浜元（P.I.C.S.）
2. AFTER LIGHT -Music Video- 
Directed by 二階健
Produced by HYDE
3. FAKE DIVINE -Music Video (Halloween Version)- 
Directed by 二階健
Produced by HYDE
4. ZIPANG -Music Video (Japanese Version)- 
Directed by 石橋義正
Produced by HYDE
Special Appearance：YOSHIKI
5. MAD QUALIA -Music Video (Japanese Version)- 
Directed by スズキダイシン
Produced by HYDE, 中村卓郎（MAZRI Inc.）

- Hair & Make-up：荒木尚子（Octbre.）, Sugako Nishimura, Yayoi Hinuma, Keishi Okamoto

#### Disc 2 (Lyric Video)
1. WHO'S GONNA SAVE US
Produced by 12 inch Media
2. MAD QUALIA
Directed by MAZRI Inc.
Lyrics Direction by Taiki Ota
3. SICK (feat. Matt B of From Ashes to New)
Produced by 12 inch Media
4. ANOTHER MOMENT
Directed by Yoshinori Mori（TTR-MAGIC）
Produced by 小浜元（P.I.C.S.）
5. FAKE DIVINE
Produced by 12 inch Media
6. AFTER LIGHT
Produced by 12 inch Media
7. OUT
Directed by Sholim
Produced by GIFMAGAZINE
8. ZIPANG (feat. YOSHIKI)
Produced by Masae Hamanoya & Benoit Hallereau
9. SET IN STONE
Produced by Machinna
Directed by Mariana Naegeli
Art Direction by Diego Branco & Marianna Drummond
10. LION
Produced by 12 inch Media
11. TWO FACE
Created by Min-liu
Produced by GIFMAGAZINE
12. MIDNIGHT CELEBRATION II anti mix
Filmed & Directef by MAZRI Inc. at KISHIDAN EXPO 2018
Lyrics Direction by Taiki Ota
13. ORDINARY WORLD
Filmed & Directed by RAY
Lyrics Direction by Misato Kato

## クレジット
| - HYDE：Vocal - Mastered by クリス・アセンズ - Lyrics Translators：Mariko Kawahara, Ali WHO'S GONNA SAVE US - Written by HYDE, ニコラス・ファーロン - Produced by ニコラス・ファーロン - Arrangement：ニコラス・ファーロン, Carlos K., Ali - Guitars：コリン・ブリテン, PABLO, HYDE - Backing Vocals：HYDE, Nana Hatori, Jo Imada - Recorded by ニコラス・ファーロン, 米津裕二郎 - Original Mix by アレックス・プリエット - Additional Mix by 片岡恭久 MAD QUALIA (Japanese Version) - Written by HYDE, Sho from MY FIRST STORY, Ali - Produced by HYDE - Arrangement & All Instruments：Sho from MY FIRST STORY - Recorded by 米津裕二郎, 佐藤洋 - Mixed by 渡辺敏広 SICK (feat. Matt B of From Ashes to New) - Written by コリン・ブリテン, HYDE, hico, Ali - Produced by HYDE - Arrangement & Other Instruments：hico - Guest Vocal：マット・B from フロム・アッシュズ・トゥ・ニュー - Guitars：PABLO - Bass：Ali - Recorded by 米津裕二郎 - Mixed by マイク・プロトニコフ ANOTHER MOMENT - Written by WZRD BLD, HYDE - Produced & Arranged by WZRD BLD, HYDE - Guitars：PABLO - Edited by 米津裕二郎 - Recorded & Mixed by マイク・プロトニコフ FAKE DIVINE - Written by Sho from MY FIRST STORY, HYDE, ドリュー・フルク - Produced by HYDE - Arrangement：Sho from MY FIRST STORY, HYDE, ドリュー・フルク - Guitars & Bass：フランチェスコウ・アートゥザートウ - Tracked & Mixed by ジョシュ・ウィルバー AFTER LIGHT - Written by PABLO, WZRD BLD, HYDE - Produced by WZRD BLD - Arrangement：PABLO, WZRD BLD, HYDE - Guitars：ジェフ・ダン - Recorded & Mixed by WZRD BLD, ジェフ・ダン OUT - Written by ドリュー・フルク, HYDE - Produced & Arranged by ドリュー・フルク, HYDE - Guitars：PABLO - Bass：Ali - Edited by 米津裕二郎 - Recorded & Mixed by マイク・プロトニコフ ZIPANG (feat. YOSHIKI) (Japanese Version) - Written by HYDE, ニコラス・ファーロン - Additional Lyrics by jam - Produced by HYDE, ニコラス・ファーロン - Arrangement：ニコラス・ファーロン, hico, Ali - Piano：YOSHIKI - Guitars：コリン・ブリテン - Recorded by ニコラス・ファーロン, 米津裕二郎 - Original Mix by アレックス・プリエット - Additional Mix by 片岡恭久 SET IN STONE - Written by PABLO, HYDE, ドリュー・フルク - Produced by ドリュー・フルク,HYDE - Arrangement：PABLO, ドリュー・フルク, HYDE - Guitars：PABLO - Bass：Ali - Edited by 米津裕二郎 - Recorded & Mixed by マイク・プロトニコフ LION - Written by ニコラス・ファーロン, HYDE - Produced & Arranged by ニコラス・ファーロン - Guitars：コリン・ブリテン - Recorded by ニコラス・ファーロン - Mixed by アレックス・プリエット | TWO FACE - Written by Sho from MY FIRST STORY, HYDE, ドリュー・フルク - Produced by ドリュー・フルク, HYDE - Arrangement：Sho from MY FIRST STORY, ドリュー・フルク, HYDE - Guitars：PABLO - Bass：Ali - Recorded by マイク・プロトニコフ, 米津裕二郎 - Mixed by マイク・プロトニコフ MIDNIGHT CELEBRATION II anti mix - Written by HYDE, anis - Produced by HYDE - Arrangement：nishi-ken - All Programming & Other Instruments：nishi-ken - Bass：安達貴史 - Guitar：PABLO - Backing Vocal：Ali - English Direction：Nana Hatori - Recorded by hanae, 米津裕二郎, 山田晋平 - Mixed by マイク・プロトニコフ ORDINARY WORLD - Written by Warren Cuccurullo, Simon Le Bon, Nick Rhodes, John Taylor - Published by SONGS OF SMP - Produced by HYDE - Arrangement：hico - All Programming & Other Instruments：hico - Guitars：PABLO - Recorded by 米津裕二郎 - Mixed by 渡辺敏広 [Artwork etc] - Art Director：HYDE - Designer：united lounge tokyo - Painter：YOICHIRO - Concept Coordinator：Kazue Yaguma - Photographer：Takayuki Okada - Stylist：高見佳明 - Hair & Make-up：荒木尚子（Octbre.） - A&R Director：Ou Shimazu, Jo Imada（Virgin Music / Universal Music） - Marketing Director：Ryo Koga（Virgin Music / Universal Music） - Sales Promotion：Noriko Yasuhara（Universal Music） - International Marketing：Spike Sugiyama（Universal Music） - Artwork Coordinator：Hitomi Miyamoto（Universal Music） - Marketing, Promotion Head：Gen Takemoto（Virgin Music / Universal Music） - Promotion Chief：Naofumi Shimada, Hitomi Shimoyama（Virgin Music / Universal Music） - Promoters：Natsuki Maruya, Sayuri Manabe, Hideyuki Ida, Nao Yamane, Mihoko Koike, Natsuko Kono（Virgin Music / Universal Music） - Digital Marketing：Shizu Matsuo, Lee Soohyeon, Natsuko Sakai, Arisa Shimabukuro（Virgin Music / Universal Music） - Financial Director：Hidehiko Yamagishi（Virgin Music / Universal Music） - Label Administration：Yutaka Kubota（Virgin Music / Universal Music） - Label Assistants：Risa Kihara, Kizuku Kito（Virgin Music / Universal Music） - Label Head：Kazuhiro Imanari（Virgin Music/ Universal Music） - U.S. Management：Chris Nilsson, Konstanze Louden, Crystal Torres（10th Street Entertainment） - International Management：J, Junko Kitagawa, Maika Baba（VAMPROSE GLOBAL） - Artist Management：Jun Katano, Takaharu Kon, Kei Fukao, Takuya Mine, Masakazu Enya, Ikuko Terada, Yumi Tanimoto（VAMPROSE） - Web Promoter：Naoki Nakayama（Chinet） - Recording Line Director：Atsushi Saito（VAMPROSE） - A&R Producer：中山千恵子（VAMPROSE） - Executive Producers：福島清志（VAMPROSE）, Naoshi Fujikura, Taku Nakamura（Universal Music） - Special Thanks to：大石征裕（MAVERICK DC GROUP）, Kento Oki（Japan Music Agency）, Kenji Mura（SMC ENTERTAINMENT）, Tomohiro Oya（mimitab）, Hajime Doihara（High Speed Boyz）, Tomoki Kunihara（prime sound studio form）, Rika Tokiwa（saucer）, Alexandra Sanafeeva, CAPCOM CO.,LTD., SKIYAKI |

## タイアップ
| 年     | 楽曲           | タイアップ                                                           |
| ------ | -------------- | -------------------------------------------------------------------- |
| 2019年 | MAD QUALIA     | PlayStation 4, Xbox One, PC用ゲーム『DEVIL MAY CRY 5』イメージソング |
| 2019年 | ANOTHER MOMENT | 東海テレビ制作・フジテレビ系ドラマ『仮面同窓会』主題歌               |